# ایران در جام جهانی فوتبال ۲۰۱۴

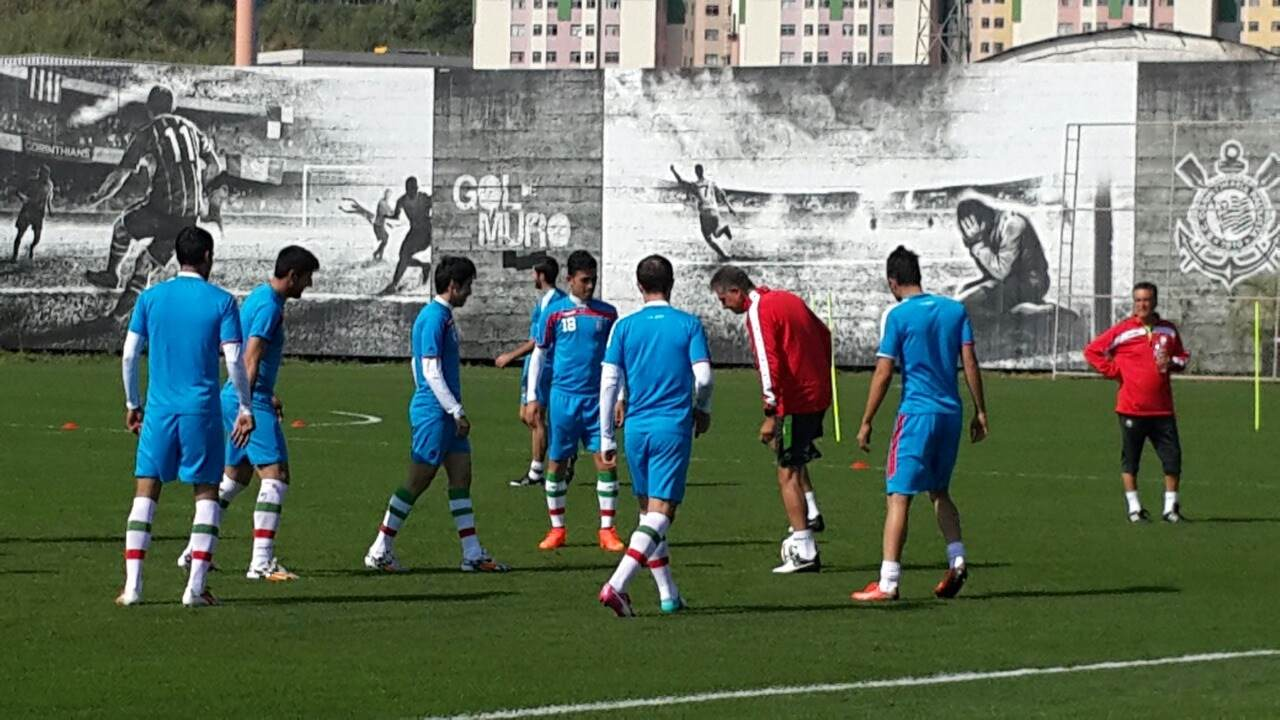
تیم ملی در حال تمرین قبل از بازی با بوسنی و هرزگوین

تیم ملی فوتبال ایران درجام جهانی ۲۰۱۴ برزیل در گروه ششم این رقابت‌ها با تیم‌های آرژانتین، نیجریه و بوسنی و هرزگوین هم گروه شد. ایران پس از هشت سال دوری به عنوان تیم اول گروه خوداز آسیا پا به این مسابقات گذاشت.

## در راه صعود

### مقدماتی
تیم ملی ایران برای حضور در رقابت‌های جام جهانی ۲۰۱۴ با هدایت کارلوس کی روش در نخستین مرحله در دو بازی رفت و برگشت به مصاف تیم مالدیو رفت. در بازی رفت تیم ایران موفق شد با گل‌های کریم انصاری‌فرد در دقایق ۴ و ۶۱، علی کریمی در دقیقه ۶۸ و سعید دقیقی در دقیقه ۸۶ تیم مالدیو را در ورزشگاه آزادی با نتیجه ۴ بر صفر شکست دهد. در بازی برگشت که به میزبانی مالدیو برگزار می‌شد ایران موفق شد با نتیجه ۱–۰ و تک گل محمدرضا خلعتبری در دقیقه ۴۵ تیم مالدیو را شکست دهد و در مجموع با نتیجه ۵–۰ به مرحله بعد راه یابد.

### مرحله اول گروهی
در مرحله بعد تیم ایران با تیم‌های قطر، بحرین و اندونزی همگروه شد
در این مرحله تیم ملی ایران توانست در ۵ بازی خود با ۳ برد و ۲ تساوی صعودش را قطعی کند تا بازی آخر با قطر در ورزشگاه آزادی در روز ۱۰ اسفند به یک بازی تشریفاتی تبدیل شود. در نهایت ایران با ۱۱ امتیاز، قطر با ۹ امتیاز، بحرین با ۶ امتیاز و اندونزی با ۰ امتیاز در رده‌های ۱ تا ۴ قرار گرفتند.
ایران در اولین بازی خود با دو گل جواد نکونام و تک گل آندرانیک تیموریان توانست اندونزی را با نتیجه ۳–۰ شکست دهد
بازی با قطر با تساوی به پایان رسید ایران در روز سوم این مسابقات میزبان بحرین بود تیم ملی ایران در این بازی با شش گل جلال حسینی، هادی عقیلی، آندرانیک تیموریان، کریم انصاری‌فرد، غلامرضا رضایی و مجتبی جباری بحرین را شکست داد. ایران در چهارمین بازی خود و در اولین بازی برگشت در منامه به مصاف بحرین رفت و در پایان دو تیم به تساوی ۱–۱ رضایت دادند. در جاکارتا رو در روی اندونزی قرار گرفت و در پایان ایران با نتیجه ۴–۱ اندونزی را شکست داد گل‌های ایران را میلاد میداوودی مجتبی جباری غلامرضا رضایی و جواد نکونام از روی نقطه پنالتی به ثمر رساندند ایران در آخرین بازی خود در ۱۰ اسفند ۱۳۹۰ با قطر به تساوی ۲–۲ رسید و به مرحله بعد صعود کرد. هر دو گل ایران در این بازی توسط اشکان دژاگه، هافبک سابق تیم فولام انگلیس به ثمر رسید و در نتیجه ایران راهی مرحله بعد گشت.

### مرحله دوم گروهی
ایران بازی نخست خود را در این مرحله، مقابل تیم ازبکستان در تاشکند با پیروزی ۱–۰ به پایان رساند اما در بازی دوم خود در ورزشگاه آزادی در مقابل قطر با نتیجه ۰–۰ متوقف شد. سپس ایران در مقابل لبنان در بیروت با حساب ۰–۱ نتیجه را به این تیم واگذار کرد. تیم ایران بازی بعدی خود در آزادی را با حساب ۱–۰ کره جنوبی را شکست داد؛ اما در بازی بعدی خود در دور برگشت این رقابت‌ها با حساب ۰–۱ بازی را به ازبکستان در ورزشگاه آزادی واگذار کرد. این باخت ایران را در شرایط سختی قرار داد به گونه ای که این تیم برای صعود به جام جهانی راهی جز به دست آوردن سه پیروزی در سه بازی سخت پیش روی خود نداشت. در خرداد ماه سال ۹۲، تیم ایران در بازی برگشت خود مقابل قطر موفق شد با گل دقیقه ۶۵ رضا قوچان‌نژاد میزبان خود را در ورزشگاه السد با نتیجه ۱–۰ شکست دهد. در بازی بعد، در روز ۲۱ خرداد سال ۹۲ تیم ایران موفق شد در ورزشگاه آزادی تیم لبنان را با نتیجه ۴–۰ شکست دهد
آخرین بازی ایران در این رقابت‌ها در روز ۲۸ خرداد ۹۲ در شهر اولسان کره جنوبی مقابل این تیم برگزار شد. در این مسابقه، تیم ایران با تک گل رضا قوچان نژاد و با حساب ۱–۰ مقابل این تیم به برتری رسید و به عنوان سرگروه در گروه خود به جام جهانی صعود کرد.

## در جام جهانی

### نتایج و جدول بازی‌ها

#### گروه F
| تیم             | بازی | برد | مساوی | باخت | گل‌زده | گل خورده | تفاضل‌گل | امتیاز |
| --------------- | ---- | --- | ----- | ---- | ----- | -------- | ------- | ------ |
| آرژانتین        | ۳    | ۳   | ۰     | ۰    | ۶     | ۳        | ۳+      | ۹      |
| نیجریه          | ۳    | ۱   | ۱     | ۱    | ۳     | ۳        | ۰       | ۴      |
| بوسنی و هرزگوین | ۳    | ۱   | ۰     | ۲    | ۴     | ۴        | ۰       | ۳      |
| ایران           | ۳    | ۰   | ۱     | ۲    | ۱     | ۴        | ۳-      | ۱      |

| آرژانتین                                     | ۱−۲ | بوسنی و هرزگوین   |
| -------------------------------------------- | --- | ----------------- |
| سئاد کولاشیناس ۳' (گل‌به‌خودی) · لیونل مسی ۶۵' |     | وداد ایبیشویچ ۸۴' |

| ایران | ۰−۰ | نیجریه |
| ----- | --- | ------ |
|       |     |        |

| آرژانتین      | ۰−۱ | ایران |
| ------------- | --- | ----- |
| لیونل مسی ۹۱' |     |       |

| نیجریه             | 0-1 | بوسنی و هرزگوین |
| ------------------ | --- | --------------- |
| پیتر اودموینجی ۲۹' |     |                 |

| نیجریه                       | ۲–۳ | آرژانتین                                       |
| ---------------------------- | --- | ---------------------------------------------- |
| احمد موسی ۴' · احمد موسی ۴۷' |     | لیونل مسی ۳' · لیونل مسی ۴۵' · مارکوس روخو ۵۰' |

| بوسنی و هرزگوین                                       | 1-3 | ایران              |
| ----------------------------------------------------- | --- | ------------------ |
| ادین ژکو ۲۳' · میرالم پیانیچ ۵۹' · آودیا ورشایویچ ۸۳' |     | رضا قوچان نژاد ۸۲' |

## دیدارها

### نیجریه
کارلوس کی روش قبل از دیدار تیم ملی ایران و نیجریه تصمیم عجیبی گرفت و علیرضا حقیقی را به جای رحمان احمدی که ایران را به جام جهانی رسانده بود در درون دروازه گذاشت.ایران در اولین دیدار خود در جام جهانی ۲۰۱۴، به مصاف نیجریه رفت و ضمن به دست آمدن اولین تساوی جام جهانی بیستم در برزیل، اولین امتیاز تیم‌های آسیایی در این رقابت‌ها را به دست آورد.
دیدار دو تیم ایران و نیجریه از ساعت ۲۳:۳۰ دقیقه به وقت ایران در ورزشگاه بایکسادای شهر کوریتیبا آغاز شد و این دیدار با تساوی بدون گل به پایان رسید. قضاوت این دیدار را کارلوس ورا از اکوادور به عهده داشت. این تساوی باعث شد تا تیم ملی فوتبال ایران طلسم شکنی کرده و برای اولین بار در تاریخ حضور در جام جهانی اولین دیدارش را بدون شکست پشت سر بگذارد.
در رده‌بندی بهترین بازیکنان جام جهانی ۲۰۱۴ درمرحله اول بازی‌های گروهی، در بین بازیکنان ایران، مهرداد پولادی بیشترین امتیاز را کسب کرده و دژاگه، شجاعی و جهانبخش در رده‌های پایینی این جدول قرار گرفته‌اند. با اعلام سایت فیفا، دیدار تیم‌های ایران و نیجریه در صدر تدافعی‌ترین دیدارهای این جام در مرحله اول گروهی قرار گرفت.

#### بازتاب‌ها
- حسن روحانی رئیس‌جمهور ایران اولین بازی ایران در جام جهانی برزیل را از طریق تلویزیون به تماشا نشست. روحانی با انتشارتصاویری در صفحه توئیتر خود نوشت: «به بچه هامون افتخار می‌کنم که نخستین امتیار را به دست آوردند. امیدوارم امتیازهای دیگری در راه باشد». روحانی پیش از این وعده داده بود در صورتی که ملی پوشان ایران با صعود از مرحله گروهی خبرهای خوشی به مردم ایران بدهند، او هم به آن‌ها خبرهای خوبی خواهد داشت.[۵] همچنین مذاکرات تیم هسته‌ای و ۱+۵ با بازی تیم ملی فوتبال ایران مقابل نیجریه در رقابت‌های جام جهانی هم‌زمان شد. این دیدار از ساعت ۲۳:۳۰ به وقت تهران آغاز شد و تیم مذاکره‌کننده هسته‌ای به همراه خبرنگاران حاضر در محل مذاکرات به تماشای این دیدار نشستند.[۶]
- کارلوس کی روش پس از مسابقه ایران برابر نیجریه در خصوص اینکه نظرش دربارهٔ اولین امتیاز ایران در جام جهانی چیست گفت: خیلی خوشحالم، لازم بود که واقع‌گرایانه بازی کنیم برای ما خیلی سخت بود که یک بازی خوب برابر یک حریف خوب انجام دهیم. وی ادامه داد: فکر کنم خوب کار کردیم، برای همه چیز جنگیدیم برای همه توپ‌ها و برای همه فضاها نود دقیقه جنگیدیم. مسابقه‌ای بود که در آن تنها یک چیز در فکرمان بود و این که در اولین فرصت بتوانیم گل بزنیم. به خاطر این مسابقه باید بازیکنانم را ستایش کنم، آن‌ها شایسته تمجید هستند.[۷]
- سایت روزنامه ایندیپندنت انگلیس با انتشار گزارشی تحت عنوان «ایران- نیجریه؛ «۱۳» نحس جام جهانی، کی‌روش طراح اصلی اولین بن‌بست جام» به تحلیل بازی سیزدهم جام بیستم پرداخته است. در این گزارش آمده است: سرانجام اولین تساوی جام جهانی ۲۰۱۴ برزیل به ثبت رسید چون نیجریه نتوانست از عهده ایران برآید. ۳۹ هزار هوادار ۲ تیم که شب گذشته در ورزشگاه بایکسادا شهر کوریتیبا حضور داشتند از روند بازی ناراضی بودند و اعتراض خود را هم نشان دادند، هرچند این نتیجه کمی ناعادلانه بود چون نیجریه حداقل برای گشودن دروازه حریف حملاتی را طرح‌ریزی کرد.
- ریو فردیناند که یکی از کارشناسان اختصاصی بی‌بی‌سی برای جام جهانی ۲۰۱۴ است، پس از پایان این دیدار گفت:کارلوس کی‌روش توانست از تیم ایران تیم قدرتمندی بسازد و تمام جزئیات بازی را به دقت مورد بررسی قرار داده بود. به جرات می‌توانم بگویم کی‌روش برای هر دقیقه از بازی برنامه داشته‌است. کی‌روش مربی بسیار خوبی است و در سال‌های گذشته توانسته تیم ملی ایران را دچار تحول کند.
- سایت کنفدراسیون فوتبال آسیا با تمجید از تیم ملی فوتبال ایران گفت: شاگردان کی روش توانستند برابر نیجریه بازی خوبی به نمایش بگذارند و نخستین امتیاز آسیایی‌ها را در جام بیستم به دست آورند.
- به نقل از سایت خبری ولگردی :روزنامه فورآلبرگر ناخ ریشتن اتریش نوشت بوسنی وداع توأم با پیروزی داشت. تیم تحت امر «سافت سوسیچ» که می‌خواست آخرین بازی خود را در جام جهانی انجام دهد، ۳ بر یک ایران را شکست داد. با این نتیجه آبی‌پوشان به بردی تاریخی در پایان مدت اولین حضور خود در یک دوره جام جهانی دست یافتند و البته وداعی شیرین با جام جهانی داشتند.[۸]

#### چیدمان بازی
| ایران | ۰–۰   | نیجریه |
| ----- | ----- | ------ |
|       | گزارش |        |

| ایران | نیجریه |

| GK           | ۱۲ | علیرضا حقیقی      |     |     |
| RB           | ۴  | سید جلال حسینی    |     |     |
| CB           | ۵  | امیرحسین صادقی    |     |     |
| CB           | ۱۵ | پژمان منتظری      |     |     |
| LB           | ۲۳ | مهرداد پولادی     |     |     |
| CM           | ۲  | خسرو حیدری        |     | '۸۹ |
| CM           | ۱۴ | آندرانیک تیموریان | '۷۵ |     |
| AM           | ۶  | جواد نکونام (C)   |     |     |
| RF           | ۲۱ | اشکان دژاگه       |     | '۷۳ |
| CF           | ۱۶ | رضا قوچان‌نژاد     |     |     |
| LF           | ۳  | احسان حاج‌صفی      |     |     |
| تعویض‌ها:     |    |                   |     |     |
| FW           | ۹  | علیرضا جهانبخش    |     | '۷۳ |
| MF           | ۷  | مسعود شجاعی       |     | '۸۹ |
| سرمربی:      |    |                   |     |     |
| کارلوس کی‌روش |    |                   |     |     |

| GK        | ۱  | وینسنت انیما (C) |  |     |
| RB        | ۵  | افه آمبروز       |  |     |
| CB        | ۱۳ | جوان اوشانیوا    |  |     |
| CB        | ۱۴ | گودفری اوبوبانا  |  | '۲۹ |
| LB        | ۲۲ | کنت اومرو        |  |     |
| CM        | ۱۷ | اوگنی اونازی     |  |     |
| CM        | ۱۵ | رامون آزیز       |  | '۶۹ |
| CM        | ۱۰ | جان اوبی میکل    |  |     |
| RW        | ۱۱ | ویکتور موسز      |  | '۵۲ |
| LW        | ۷  | احمد موسی        |  |     |
| CF        | ۹  | امانوئل امنیکه   |  |     |
| تعویض‌ها:  |    |                  |  |     |
| DF        | ۲  | جوزف یوبو        |  | '۲۹ |
| FW        | ۲۳ | شولا آمئوبی      |  | '۵۲ |
| FW        | ۸  | پیتر اودموینجی   |  | '۶۹ |
| سرمربی:   |    |                  |  |     |
| استفن کشی |    |                  |  |     |

| بهترین بازیکن زمین: جان اوبی میکل (نیجریه) کمک داور: کریستین لسکانو (اکوادور) بایرون رومرو (اکوادور) داور چهارم: ویلمار رولدان (کلمبیا) داور پنجم: همبرتو کلاویجو (کلمبیا) |

### آرژانتین
تیم‌های آرژانتین و ایران در دومین دیدار خود در مرحله گروهی جام جهانی ۲۰۱۴ برزیل در ورزشگاه مینیرو شهر بلوهوریزنته به مصاف هم رفتند که این بازی با برتری یک بر صفر آرژانتین به پایان رسید تا شاگردان آلخاندور سابیا با شش امتیاز صعود خود از گروه F را قطعی کنند. پایگاه اینترنتی vavel اسپانیا تیم منتخب روز دهم جام جهانی را معرفی کرد که نام علیرضا حقیقی و اشکان دژاگه نیز در آن وجود دارد.

#### بازتاب‌ها
- حسن روحانی رئیس‌جمهورایران پس از شکست تیم ملی فوتبال ایران در دقیقه اول وقت‌های تلف شده نیمه دوم مقابل آرژانتین در دومین دیدار دو تیم در گروه F رقابت‌های جام‌جهانی ۲۰۱۴ فوتبال برزیل با ارسال پیغامی به شاگردان کی‌روش نوشت

یوزپلنگ‌های ما عالی بازی کردند. این نتیجه شایسته شما نبود اما تلاش فوق‌العاده‌ای کردید. سرتان را بالا بگیرید.
- کارلوس کی‌روش پس از دیدار ایران و آرژانتین گفت: به بازیکنان تیمم افتخار می‌کنم. آن‌ها خیلی خوب کار کردند و عملکردشان مثبت بود. وی افزود: همیشه باید اینطور بازی کنیم و نتایج خوبی داشته باشیم. باید روی قوای ذهنی خودمان کنترل بیشتری داشته باشیم و آن را پرورش دهیم. سرمربی تیم ملی ایران گفت: اتفاقی نیفتاده و تنها باید بازیکنان‌مان را دوباره از زمین بلند کنیم.

کی‌روش تصریح کرد: فقط یک بازیکن بزرگ می‌تواند در دقیقه ۹۲ آن ضربه را به توپ بزند و گلزنی کند. من، هم ناراحت هستم و هم عصبی، چون در این مدت بسیار کار کرده بودیم اما جالب نیست که داور چنین نقش بزرگی را در شکست یک تیم ایفا کند.
وی اظهار داشت: حرکت روی دژاگه صددرصد پنالتی بود و حتی کارت قرمز هم داشت. به خاطر همین هیچ توجیهی نمی‌تواند داشته باشد که چرا داور پنالتی ما را نگرفت. امیدوارم او بتواند به جهانیان، کمیته داوران و خودش جواب بدهد که چطور پنالتی ما را نگرفت. من اگر جای مغز و وجدان داور بودم امشب خوابم نمی‌برد چون باعث شرم خودم شده بودم.
- آلخاندرو سابیا سرمربی تیم ملی فوتبال آرژانتین گفت: مقابل یک تیم پرتلاش بازی می‌کردیم و برد ارزشمندی کسب کردیم

در پایان بازی آرژانتین مقابل ایران در مورد اینکه چرا مسی را با وجود عملکرد بد تا پایان مسابقه در زمین حفظ کرد، گفت: او بازیکن تمام کننده‌ای است، مسی جلوی تعداد زیادی تماشاگر بازی می‌کرد و بازی مشکل شده بود اما با حضور مسی همه چیز ممکن است. مقابل یک تیم پرتلاش بازی می‌کردیم اما این برد بسیار با ارزش است.
- مایکل اوون مهاجم سابق تیم ملی انگلیس پس از این دیدار در شبکه اجتماعی خود نوشت برای ایران خیلی متأسف شدم. آن‌ها فوق‌العاده بودند.[۱۴]
- نشریه ورزشی کیکر با عنوان «کارلوس کی‌روش اعلام خداحافظی کرد و دژاگه، غرور و خشم» آخرین وضعیت تیم ملی کشورمان شرح داده شده‌است.

در ابتدای این گزارش عنوان شد: «نتیجه بازی واگذار شد اما در عوض قلب‌ها تسخیر شد. بعد از باخت یک بر صفر از آرژانتین مردم ایران در خیابان‌ها جشن گرفتند. تیم ملی ایران تا دقایق اضافه پایان بازی با حریف‌اش صفر بر صفر بود. حتی شانس برد نیز داشت. اگر آن خطای زابالتا روی اشکان دژاگه در محوطه جریمه آرژانتین را داور پنالتی می‌گرفت، شانس کسب برد نیز می‌داشت. این نشریه از قول اشکان دژاگه که مورد خطا واقع شد، نوشت: نشان دادیم در این شرایط چه قدرتی داریم.
در ادامه این گزارش پس از آنکه کیکر عنوان کرد غرور همراه با خشم نسبت به داور همراه شد، از قول کارلوس کی‌روش نیز عنوان شده است: داور بر نتیجه بازی تأثیر گذاشت.
- سایت نیویورک تایمز با تحسین عملکرد بازیکنان ایران نوشت: اکنون بوینس‌آیرس خوشحال است که این خوشحالی در تهران وجود ندارد. البته ایران در این بازی به واقع درخشان بود. تیمی با بازیکنانی از لیگ ایران که اشکان دژاگه از فولام را هم به همراه داشت. این سایت آمریکایی در ادامه آورده است: بازیکنان ایران شاید در سطح ستاره‌های جهانی آرژانتین مانند آگرو و ایگواین نبودند اما آنها در لحظاتی بهتر هم بودند و می‌توانستند به ۳ امتیاز این دیدار برسند. تیم ایران مستحق پیروزی بود. آنها شاید یک تمام کننده خوب نداشتند اما در لحظاتی می‌توانستند ضربه نهایی را به حریف‌شان بزنند. تنها کسی که می‌توانست در وقت‌های تلف شده بازی، تیم هوشمند ایران را که با قدرت بازی را کنترل کردند، شوکه کند لیونل مسی بود.[۱۶]
- وبگاه ورزش ۳: تیم ملی فوتبال ایران در حالی این بازی را با شکست یک بر صفر به پایان رساند که هرگز شاگردان کی‌روش مستحق این شکست نبودند.[۱۷]
- شبکه اسکای اسپورت با تمجید از دفاع تیمی ایران نوشت، عملکرد دفاعی ایران در این دیدار بسیار عالی و کامل بود. سایت اسکای اسپورت با اشاره به گل استثنایی لیونل مسی چنین نوشت: «شاهد یک بازی بسیار هیجان انگیز بودیم و آرژانتین توانست به دور بعدی جام جهانی ۲۰۱۴ برزیل صعود کند بعد از گذشتن از آزمون تیم شجاع ایران. تیم ایران در نیمه دوم لحظات خطرناکی را روی دروازه آرژانتین ایجاد کرد که دروازه این تیم توسط سرخیو رومرو بسته ماند.»[۱۸]
- گاردین - تیم آرژانتین زیاد خوب نبود ولی تیم ایران درخشید. خطراتی که رضا قوچان‌نژاد روی دروازه آرژانتین ایجاد کرد، می‌توانست ایران را برنده بازی کند، همچنین صحنه مشکوک پنالتی هم می‌توانست شرایط ایران را در این بازی تغییر دهد.[۱۸]
- رویترز لیونل مسی توانست با شوت قوس دار و هوشمندانه خود در وقت اضافه، تیم آرژانتین را از شرمساری شکست در این رقابت جام جهانی نجات دهد.[۱۸]
- روزنامه AS - سرخیو رومرو و لیونل مسی تیم آرژانتین را نجات دادند و مانع پیروزی ایران در این دیدار شدند.[۱۸]
- لیونل مسی - به نظرم ایران نمایش خیلی خوبی داشت و با سیستم تدافعی به دنبال استفاده از موقعیت‌هایش بود. به همین خاطر شکستن سد دفاعی ایران سخت بود.[۱۹]
- کریستیانو رونالدو در صفحه رسمی توییتر خود نوشت: «تبریک به تیم ایران. بازی شما فوق‌العاده بود. شایسته برد بودید.»[۲۰]

#### چیدمان بازی
| آرژانتین        | ۱–۰   | ایران |
| --------------- | ----- | ----- |
| لیونل مسی ۹۰+۱' | گزارش |       |

| آرژانتین | ایران |

| GK              | ۱  | سرخیو رومرو     |  |       |
| RB              | ۴  | پابلو زابلتا    |  |       |
| CB              | ۱۷ | فدریکو فرناندز  |  |       |
| CB              | ۲  | ازکوئیل گارای   |  |       |
| LB              | ۱۶ | مارکوس روخو     |  |       |
| CM              | ۵  | فرناندو گاگو    |  |       |
| CM              | ۱۴ | خاویر ماسچرانو  |  |       |
| CM              | ۷  | آنخل دی‌ماریا    |  | '۹۰+۴ |
| RF              | ۱۰ | لیونل مسی (C)   |  |       |
| CF              | ۹  | گونسالو ایگواین |  | '۷۶   |
| LF              | ۲۰ | سرخیو آگوئرو    |  | '۷۶   |
| تعویض‌ها:        |    |                 |  |       |
| FW              | ۱۸ | رودریگو پالاسیو |  | '۷۶   |
| FW              | ۲۲ | ازکویل لاوتزی   |  | '۷۶   |
| MF              | ۶  | لوکاس بیگلیا    |  | '۹۰+۴ |
| سرمربی:         |    |                 |  |       |
| آلخاندرو سابه‌یا |    |                 |  |       |

| GK           | ۱۲ | علیرضا حقیقی      |     |     |
| RB           | ۴  | سید جلال حسینی    |     |     |
| CB           | ۵  | امیرحسین صادقی    |     |     |
| CB           | ۱۵ | پژمان منتظری      |     |     |
| LB           | ۲۳ | مهرداد پولادی     |     |     |
| CM           | ۱۴ | آندرانیک تیموریان |     |     |
| AM           | ۶  | جواد نکونام (C)   | '۵۳ |     |
| RF           | ۲۱ | اشکان دژاگه       |     | '۸۵ |
| MF           | ۷  | مسعود شجاعی       |     | '۷۶ |
| LF           | ۳  | احسان حاج‌صفی      |     | '۸۸ |
| CF           | ۱۶ | رضا قوچان‌نژاد     |     |     |
| تعویض‌ها:     |    |                   |     |     |
| CM           | ۲  | خسرو حیدری        |     | '۷۶ |
| FW           | ۹  | علیرضا جهانبخش    |     | '۸۵ |
| MF           | ۸  | رضا حقیقی         |     | '۸۸ |
| سرمربی:      |    |                   |     |     |
| کارلوس کی‌روش |    |                   |     |     |

| بهترین بازیکن زمین: لیونل مسی (آرژانتین) کمک داور: میلووان ریستیچ (صربستان) دالیبور دردویچ (صربستان) داور چهارم: نوربرت هاتا (تاهیتی) داور پنجم: آدن رنج (کنیا) |

### بوسنی و هرزگوین
این بازی در ورزشگاه ایتایپاوا آرنا فونته نوآوا شهر سالوادور برزیل برگزار شد که با نتیجه ۳ بر یک به سود بوسنی به پایان رسید. ادین ژکو (۲۴)، میرالم پیانیچ (۵۹) و ورشایویچ (۸۳) گل‌های بوسنی را به ثمر رساندند و رضا قوچان‌نژاد هم تک گل ایران را در دقیقه ۸۲ وارد دروازه بوسنی کرد. تیم ملی فوتبال ایران درحالی به مصاف تیم بوسنی رفت که در صورت پیروزی و شکست نیجریه، می‌توانست به دور بعدی این مسابقات صعود کند.

#### واکنش‌ها
- کارلوس کی‌روش در نشست خبری پس از بازی با بوسنی گفت: اول تبریک می‌گویم به بوسنی چون در این گروه ما با همه احترامی که برای آرژانتین و نیجریه داریم، بهترین تیم گروه (بوسنی) نتوانست به مرحله بعد برسد. وی ادامه داد: آن‌ها نشان دادند خوب هستند و امروز هم در سطح برتری بازی کرد و مستحق برد بودند. ما تا حدی که می‌توانستیم پیش رفتیم و من واقعاً افتخار می‌کنم به بازیکنانم چون با همه مشکلاتی که داشتند و بوسنی با اینکه گل اول را زد، اما همیشه سعی کردیم گل بزنیم. فرصت‌های زیادی داشتیم ولی نهایتاً برای ما غیرممکن بود که ببریم. کی‌روش در مورد اینکه امروز آخرین حضورش با ایران بود، گفت: نه، بگذارید اول دربارهٔ بازی صحبت کنیم بعد در این مورد پاسخ خواهم داد. وی در مورد این صحبت سرمربی بوسنی که گفته بود باور ندارم که ایران دفاعی بازی کرد، یادآور شد: آقای سوسیچ نظر خودش را دارد. من هم دلم می‌خواهد به او بگویم که او مربی ایران شود و من هم مربی بوسنی و سپس اظهار نظر کند.[۲۲]
- سافت سوسیچ سرمربی سرمربی تیم ملی فوتبال بوسنی در نشست خبری بعد از برتری ۳ بر یک بوسنی برابر ایران گفت: به بازیکنانم تبریک می‌گویم. آن‌ها مستحق برد بودند. ایران هم فرصت‌هایی برای برد داشت اما ما فرصت‌های بیشتری ایجاد کردیم و بهتر بازی کردیم. وی ادامه داد: ما بیشتر می‌خواستیم ببریم. برای ایران متاسفم. اگر آن‌ها می‌بردند شاید می‌توانستند صعود کنند اما ما می‌خواستیم با این گل‌ها با افتخار به کشورمان بازگردیم. سوسیچ در پاسخ به این سؤال که آیا این آخرین بازی‌اش در تیم ملی بوسنی بوده‌است، اظهار داشت: بله این آخرین بازی من بود. متأسفانه من دیگر سرمربی نیستم. من الان حس آزادی دارم و این حس خوبی است. خودم می‌توانم آینده خودم را انتخاب کنم.[۲۳]
- سایت وابسته به روزنامه ˈآ. اسˈ اسپانیا در گزارش خود از بازی دو تیم ایران و بوسنی نوشت: ایران با همان بازیکنانی وارد میدان شد که مقابل آرژانتین دیده شده بود و سیستم بازی آن‌ها هم تغییر چندانی نداشت؛ اما بین بازی ایران مقابل بوسنی و بازی که از آن‌ها مقابل آرژانتین دیدیم، کوچکترین وجه تشابهی دیده نمی‌شود. در ادامه گزارش وقتی بوسنی دقایقی بعد از گل زده قوچان نژاد، گل شماره ۳ خود را ثبت می‌کند، گزارشگر می‌نویسد: آیا این همان ایرانی است که مقابل آرژانتین دیدیم؟[۲۴]
- هفته‌نامه کیکر در تحلیلی از بازی ایران و بوسنی‌و هرزگوین که در سایت خود منتشر کرد، نوشت: ایران مقابل بوسنی بی‌خطر بود و کیلومترها با مرحله یک هشتم نهایی جام جهانی فاصله داشت. تیم بوسنی و هرزگوین که از مسابقات حذف شده بود، در آخرین مصاف خود در این رویداد اولین برد خود را کسب کرد. در مقابل تیم کارلوس کی‌روش که شانس‌های برای حضور در مرحله یک هشتم نهایی جام داشت، در هیچ مقطعی از بازی نتوانست بدرخشد. در خط حمله بی‌خطر بود و در خط میانی بی‌برنامه عمل کرد.[۲۵]
- سایت AFC در گزارشی دربارهٔ بازی ایران برابر بوسنی نوشت: بوسنی تیم قدرتمندی بود که موفق شد ایران را از پیش رو بردارد، البته ایرانی‌ها از سوی رضا قوچان نژاد به گل رسیدند که اولین گل این تیم در جام جهانی بیستم بود.

در این گزارش آمده است: ایرانیان امیدوار بودند با برتری در این دیدار و برتری آرژانتین برابر نیجریه به دور بعدی جام جهانی راه یابند اما این اتفاق برای ایران رخ نداد. این گزارش افزوده است: بوسنی با بازیکنان بزرگ و با تجربه‌ای که داشت، حریف سختی برای ایران بود، به این ترتیب ایران نیز همراه استرالیا و ژاپن دیگر تیم‌های حذف شده آسیا در جام جهانی است.

#### چیدمان بازی
| بوسنی و هرزگوین                                       | ۳–۱   | ایران             |
| ----------------------------------------------------- | ----- | ----------------- |
| ادین ژکو ۲۳' · میرالم پیانیچ ۵۹' · آودیا ورشایویچ ۸۳' | گزارش | رضا قوچان‌نژاد ۸۲' |

| بوسنی و هرزه گووین | Iran |

|            |    |                            |     |     |
|            |    |                            |     |     |
| GK         | ۱  | آسمیر بگوویچ               |     |     |
| RB         | ۲  | آودیا ورشایویچ             |     |     |
| CB         | ۱۵ | تونی شونییچ                |     |     |
| CB         | ۴  | امیر اسپاهیچ (C)           |     |     |
| LB         | ۵  | سئاد کولاشیناس             |     |     |
| CM         | ۸  | میرالم پیانیچ              |     |     |
| CM         | ۷  | محمد بشیچ                  | '۷۸ |     |
| RW         | ۲۱ | آنل هادژیچ (بازیکن فوتبال) |     | '۶۱ |
| LW         | ۱۴ | تینو اسون سوشیچ            |     | '۷۹ |
| CF         | ۱۱ | ادین ژکو                   |     | '۸۵ |
| CF         | ۹  | وداد ایبیشویچ              |     |     |
| تعویض‌ها:   |    |                            |     |     |
| DF         | ۶  | اوگنین ورانیچ              |     | '۶۱ |
| MF         | ۲۳ | سیاد سالیهوویچ             |     | '۷۹ |
| FW         | ۱۹ | ادین ویشچا                 |     | '۸۵ |
| سرمربی:    |    |                            |     |     |
| سافت سوشیچ |    |                            |     |     |

|              |    |                   |     |     |
|              |    |                   |     |     |
| GK           | ۱۲ | علیرضا حقیقی      |     |     |
| RB           | ۴  | جلال حسینی        |     |     |
| CB           | ۵  | امیرحسین صادقی    |     |     |
| CB           | ۱۵ | پژمان منتظری      |     |     |
| LB           | ۲۳ | مهرداد پولادی     |     |     |
| CM           | ۶  | جواد نکونام (C)   |     |     |
| CM           | ۱۴ | آندرانیک تیموریان |     |     |
| RW           | ۲۱ | اشکان دژاگه       |     | '۶۸ |
| AM           | ۷  | مسعود شجاعی       |     | '۴۶ |
| LW           | ۳  | احسان حاج‌صفی      |     | '۶۳ |
| CF           | ۱۶ | رضا قوچان‌نژاد     |     |     |
| تعویض‌ها:     |    |                   |     |     |
| MF           | ۲  | خسرو حیدری        |     | '۴۶ |
| FW           | ۹  | علیرضا جهانبخش    |     | '۶۳ |
| FW           | ۱۰ | کریم انصاری‌فرد    | '۸۸ | '۶۸ |
| سرمربی:      |    |                   |     |     |
| کارلوس کی‌روش |    |                   |     |     |

| بهترین بازیکن زمین: ادین ژکو (بوسنی و هرزگووین) کمک داور: روبرتو آلونزو (اسپانیا) جوآن کارلوس یوزته (اسپانیا) داور چهارم: انریکه اوسز (شیلی) داور پنجم: کارلوس آستروزا (شیلی) |